# エドゥアルド・ガブリエウ・アキノ・コッサ
ペペー（Pepê）ことエドゥアルド・ガブリエウ・アキノ・コッサ（ポルトガル語: Eduardo Gabriel Aquino Cossa、1997年2月24日 - ）は、ブラジル・パラナ州フォス・ド・イグアス出身のサッカー選手。FCポルト所属。ポジションはFW。

## クラブ歴
フォス・ド・イグアスに生まれ、地元のフォス・ド・イグアスFCの下部組織からカンピオナート・ブラジレイロ・セリエDに所属するトップチームに昇格。2016年のカンピオナート・パウリスタでは3得点をあげた。
2016年4月4日にカンピオナート・ブラジレイロ・セリエAのグレミオFBPAに移籍。5月27日にエヴェルトンに代わって出場し、カンピオナート・ブラジレイロ・セリエA初出場。12月3日に同リーグ初得点を記録。2018年1月8日に2020年まで契約を延長した。同年8月7日、コパ・リベルタドーレス2018でコパ・リベルタドーレス初出場。9月26日には再び契約を更新して2022年までとなった。
2021年2月19日、FCポルトと2026年までの5年契約を結び、6月まではグレミオFBPAでプレーを続け、7月からFCポルトに加入することが発表された。移籍金は1500万ユーロで、契約解除条項は7000万ユーロに設定された。